# Championnat de France de motocross 2019
Navigation
Championnat 2018 Championnat 2020
Le Championnat de France de motocross 2019 ou 24MX Tour est une édition du championnat de France de motocross organisé par la FFM.

## Calendrier et résultats[1]

### Élite MX1
| Épreuve | Date          | Lieu                 | Manche 1        | Manche 2         | Vainqueur de l'épreuve |
| ------- | ------------- | -------------------- | --------------- | ---------------- | ---------------------- |
| 1       | 16-17 mars    | Castelnau-de-Lévis   | Nicolas Aubin   | Jordi Tixier     | Nicolas Aubin          |
| 2       | 13-14 mars    | Romagné              | Maxime Despreys | Maxime Despreys  | Maxime Despreys        |
| 3       | 27-28 avril   | Bitche               | Julien Lieber   | Julien Lieber    | Julien Lieber          |
| 4       | 11-12 mai     | Domaine de Foolz     | Gregory Aranda  | Maxime Despreys  | Gregory Aranda         |
| 5       | 18-19 mai     | Pernes-les-Fontaines | Nicolas Aubin   | Valentin Guillod | Milko Potisek          |
| 6       | 29-30 mai     | Rauville-la-Place    | Jordi Tixier    | Jordi Tixier     | Jordi Tixier           |
| 7       | 13-14 juillet | Iffendic             | Jordi Tixier    | Jordi Tixier     | Jordi Tixier           |

### Élite MX2
| Épreuve | Date          | Lieu                 | Manche 1         | Manche 2         | Vainqueur de l'épreuve |
| ------- | ------------- | -------------------- | ---------------- | ---------------- | ---------------------- |
| 1       | 16-17 mars    | Castelnau-de-Lévis   | Stephen Rubini   | Stephen Rubini   | Stephen Rubini         |
| 2       | 13-14 mars    | Romagné              | Pierre Goupillon | Mathys Boisramé  | Pierre Goupillon       |
| 3       | 27-28 avril   | Bitche               | Stephen Rubini   | Stephen Rubini   | Stephen Rubini         |
| 4       | 11-12 mai     | Domaine de Foolz     | Valentin Teillet | Adrien Malaval   | Thibault Benistant     |
| 5       | 18-19 mai     | Pernes-les-Fontaines | Tom Guyon        | Valentin Teillet | Tom Guyon              |
| 6       | 29-30 mai     | Rauville-la-Place    | Stephen Rubini   | Valentin Teillet | Valentin Teillet       |
| 7       | 13-14 juillet | Iffendic             |                  |                  |                        |

### Juniors
| Épreuve | Date          | Lieu                 | Manche 1     | Manche 2       | Vainqueur de l'épreuve |
| ------- | ------------- | -------------------- | ------------ | -------------- | ---------------------- |
| 1       | 16-17 mars    | Castelnau-de-Lévis   | Florian Miot | Florian Miot   | Florian Miot           |
| 2       | 13-14 mars    | Romagné              | Florian Miot | Florian Miot   | Florian Miot           |
| 3       | 27-28 avril   | Bitche               | Florian Miot | Florian Miot   | Florian Miot           |
| 4       | 11-12 mai     | Domaine de Foolz     | Alan Harnois | Saad Soulimani | Arthur Vial            |
| 5       | 18-19 mai     | Pernes-les-Fontaines | Xavier Cazal | Florian Miot   | Florian Miot           |
| 6       | 29-30 mai     | Rauville-la-Place    | Florian Miot | Florian Miot   | Florian Miot           |
| 7       | 13-14 juillet | Iffendic             |              |                |                        |

### Espoirs 85
| Épreuve | Date          | Lieu                 | Manche 1                | Manche 2                | Vainqueur de l'épreuve  |
| ------- | ------------- | -------------------- | ----------------------- | ----------------------- | ----------------------- |
| 1       | 16-17 mars    | Castelnau-de-Lévis   | Quentin Marc Prugnières | Maxime Grau             | Quentin Marc Prugnières |
| 2       | 13-14 mars    | Romagné              | Quentin Marc Prugnières | Quentin Marc Prugnières | Quentin Marc Prugnières |
| 3       | 27-28 avril   | Bitche               | David Guillemot Scheid  | David Guillemot Scheid  | David Guillemot Scheid  |
| 4       | 11-12 mai     | Domaine de Foolz     | Quentin Marc Prugnières | Maxime Grau             | Maxime Grau             |
| 5       | 18-19 mai     | Pernes-les-Fontaines | Maxime Grau             | Quentin Marc Prugnières | Quentin Marc Prugnières |
| 6       | 29-30 mai     | Rauville-la-Place    | Alexis Fueri            | Loïs Carlier            | Alexis Fueri            |
| 7       | 13-14 juillet | Iffendic             | Adrien Petit            | Alexis Fueri            | Diego Haution           |

## Classement des pilotes

### Elite MX1
Classement du championnat de France de motocross en catégorie Junior.
| Pos. | Pilote           | Pays   | Constructeur | Nbre de Victoires | Nbre de Podiums | Points |
| ---- | ---------------- | ------ | ------------ | ----------------- | --------------- | ------ |
| 1    | Maxime Desprey   | France | Honda        | 1                 | 5               | 281    |
| 2    | Milko Potisek    | France | Yamaha       | 1                 | 4               | 251    |
| 3    | Nicolas Aubin    | France | Suzuki       | 1                 | 2               | 249    |
| 4    | Gregory Aranda   | France | Kawasaki     | 1                 | 3               | 215    |
| 5    | Jimmy Clochet    | France | Kawasaki     | 0                 | 0               | 201    |
| 6    | Valentin Guillod | Suisse | Honda        | 0                 | 2               | 153    |
| 7    | Nicolas Dercourt | France | Suzuki       | 0                 | 0               | 149    |
| 8    | Maxime Charlier  | France | Husqvarna    | 0                 | 0               | 149    |
| 9    | Jordi Tixier     | France | KTM          | 2                 | 3               | 140    |
| 10   | Remy Annelot     | France | Suzuki       | 0                 | 0               | 110    |
| 11   | William Dho      | France | KTM          | 0                 | 0               | 100    |
| 12   | Hugo Roussaly    | France | KTM          | 0                 | 0               | 71     |
| 13   | Dan Houzet       | France | KTM          | 0                 | 0               | 70     |
| 14   | Julien Roussaly  | France | KTM          | 0                 | 0               | 59     |
| 15   | Brice Maylin     | France | Kawasaki     | 0                 | 0               | 57     |

### Juniors
Classement du championnat de France de motocross en catégorie Junior.
| Pos. | Pilote           | Pays   | Constructeur | Nbre de Victoires | Nbre de Podiums | Points |
| ---- | ---------------- | ------ | ------------ | ----------------- | --------------- | ------ |
| 1    | Florian Miot     | France | Yamaha       | 5                 | 5               | 297    |
| 2    | Xavier Cazal     | France | KTM          | 0                 | 4               | 225    |
| 3    | Saad Soulimani   | France | Husqvarna    | 0                 | 3               | 199    |
| 4    | Arthur Vial      | France | KTM          | 1                 | 2               | 182    |
| 5    | Simon Depoers    | France | Yamaha       | 0                 | 0               | 180    |
| 6    | Bogdan Krajweski | France | KTM          | 0                 | 1               | 178    |
| 7    | Baptiste Bordes  | France | KTM          | 0                 | 0               | 126    |
| 8    | Alan Harnois     | France | KTM          | 0                 | 0               | 124    |
| 9    | Suff Sella       | France | KTM          | 0                 | 1               | 120    |
| 10   | Dorian Koch      | France | KTM          | 0                 | 0               | 111    |
| 11   | Enzo Casat       | France | Husqvarna    | 0                 | 0               | 110    |
| 12   | Quentin Grondin  | France | KTM          | 0                 | 0               | 101    |
| 13   | Luca Diserens    | France | Yamaha       | 0                 | 1               | 99     |
| 14   | Pablo Metayer    | France | KTM          | 0                 | 0               | 82     |
| 24   | Nicolas Duhamel  | France | KTM          | 0                 | 0               | 78     |

### Espoirs 85
Classement du championnat de France de motocross en catégorie Espoirs 85.
| Pos. | Pilote                  | Pays   | Constructeur | Nbre de Victoires | Nbre de Podiums | Points |
| ---- | ----------------------- | ------ | ------------ | ----------------- | --------------- | ------ |
| 1    | Quentin Marc Prugnières | France | KTM          | 3                 | 4               | 334    |
| 2    | Maxime Grau             | France | KTM          | 1                 | 3               | 278    |
| 3    | David Guillemot Scheid  | France | KTM          | 1                 | 3               | 266    |
| 4    | Alexis Fueri            | France | KTM          | 1                 | 5               | 257    |
| 5    | Diego Haution           | France | Husqvarna    | 1                 | 2               | 206    |
| 6    | Nathan Naudin           | France | KTM          | 0                 | 1               | 196    |
| 7    | Pierre Louis Deroyer    | France | KTM          | 0                 | 0               | 165    |
| 8    | Adrien Petit            | France | Husqvarna    | 0                 | 0               | 157    |
| 9    | Gauthier Piva           | France | KTM          | 0                 | 0               | 122    |
| 10   | Mathis Barthez          | France | KTM          | 0                 | 0               | 120    |
| 11   | Andreas Carrico         | France | KTM          | 0                 | 0               | 119    |
| 12   | Marc-Antoine Rossi      | France | KTM          | 0                 | 1               | 118    |
| 13   | Maxime Chauveau         | France | KTM          | 0                 | 0               | 116    |
| 14   | Kivers Lefebvre         | France | Husqvarna    | 0                 | 0               | 114    |
| 15   | Loïs Carlier            | France | KTM          | 0                 | 1               | 94     |